# Paraprotomyzon lungkowensis
Paraprotomyzon lungkowensis är en fiskart som beskrevs av Xie, Yang och Gong, 1984. Paraprotomyzon lungkowensis ingår i släktet Paraprotomyzon och familjen grönlingsfiskar. Inga underarter finns listade i Catalogue of Life.